# Placówka Straży Granicznej I linii „Nądnia”

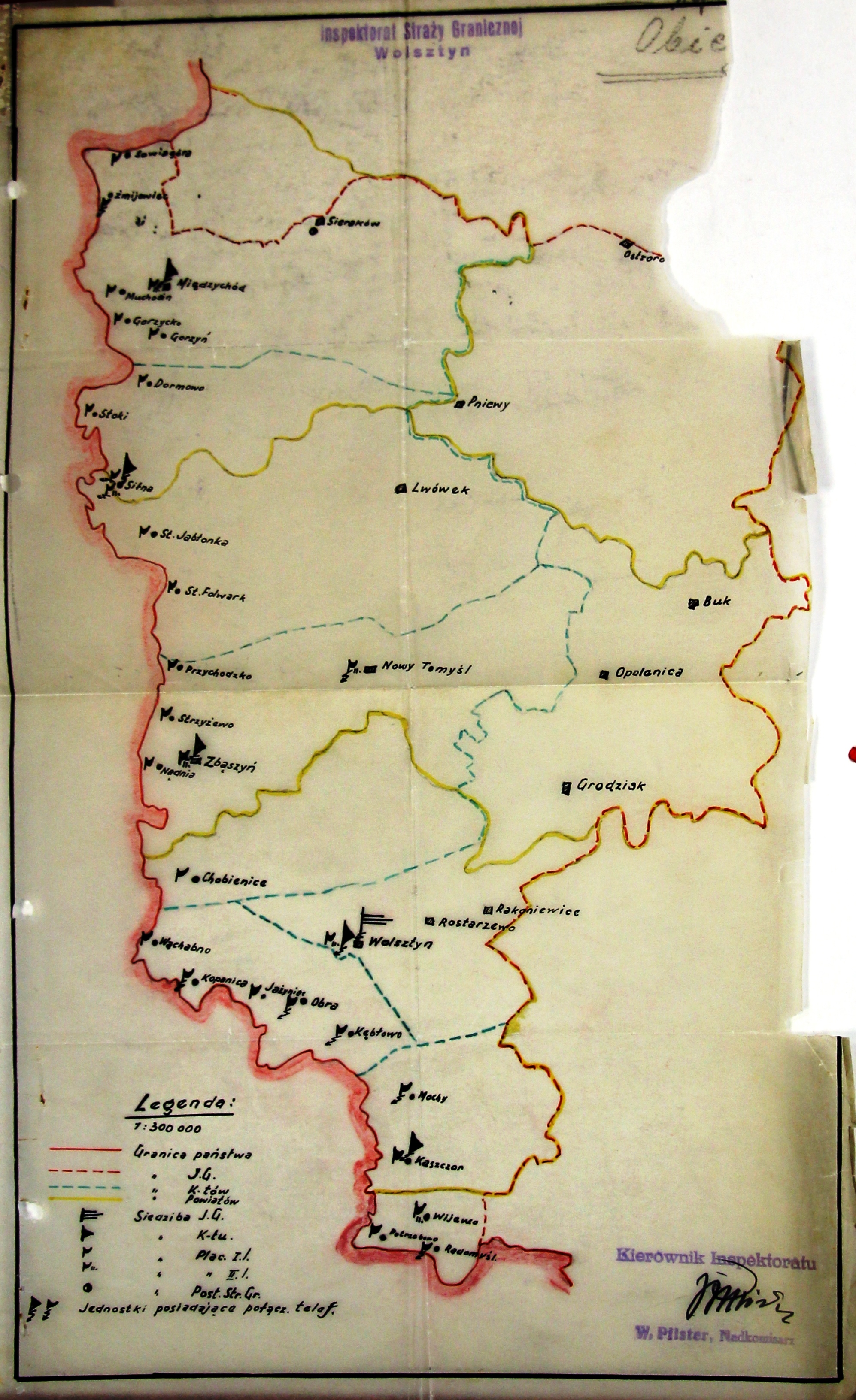
Szkic Inspektoratu Granicznego „Wolsztyn”

Placówka Straży Granicznej I linii „Nądnia” – jednostka organizacyjna Straży Granicznej pełniąca służbę ochronną na granicy polsko-niemieckiej w okresie międzywojennym.

## Geneza
Na wniosek Ministerstwa Skarbu, uchwałą z 10 marca 1920 roku, powołano do życia Straż Celną. Od połowy 1921 roku jednostki Straży Celnej rozpoczęły przejmowanie odcinków granicy od pododdziałów Batalionów Celnych. Proces tworzenia Straży Celnej trwał do końca 1922 roku. Placówka Straży Celnej „Nądnia” weszła w podporządkowanie komisariatu Straży Celnej „Zbąszyń” z Inspektoratu SC „Międzychód”.

## Formowanie i zmiany organizacyjne
Rozporządzeniem Prezydenta Rzeczypospolitej Polskiej Ignacego Mościckiego z 22 marca 1928 roku, do ochrony północnej, zachodniej i południowej granicy państwa, a w szczególności do ich ochrony celnej, powoływano z dniem 2 kwietnia 1928 roku  Straż Graniczną.
Rozkazem nr 3 z 25 kwietnia 1928 roku w sprawie organizacji Wielkopolskiego Inspektoratu Okręgowego dowódca Straży Granicznej gen. bryg. Stefan Pasławski powołał  komisariat SG „Zbąszyń”. 
Już 15 września 1928 dowódca Straży Granicznej rozkazem nr 7  w sprawie zmian dyslokacji Wielkopolskiego Inspektoratu Okręgowego podpisanym w zastępstwie przez mjr. Wacława Szpilczyńskiego zmieniał organizację komisariatu i ustalał zasięg placówek. Placówka Straży Granicznej I linii „Nądnia” znalazła się w jego strukturze.

## Służba graniczna
Placówka w 1936 roku mieścił się w Nądni, numer domu 10. Ochraniał odcinek długości 8,307 km.
Sąsiednie placówki:
- placówka Straży Granicznej I linii „Strzyżewo” ⇔ placówka Straży Granicznej I linii „Grójec Wielki” − 1928[7]

## Kierownicy/dowódcy placówki
| stopień    | imię i nazwisko | okres pełnienia służby | kolejne stanowisko |
| ---------- | --------------- | ---------------------- | ------------------ |
| przodownik | Józef Cywiński  | był w II 1935 –        |                    |